# Tiro (proyectil)

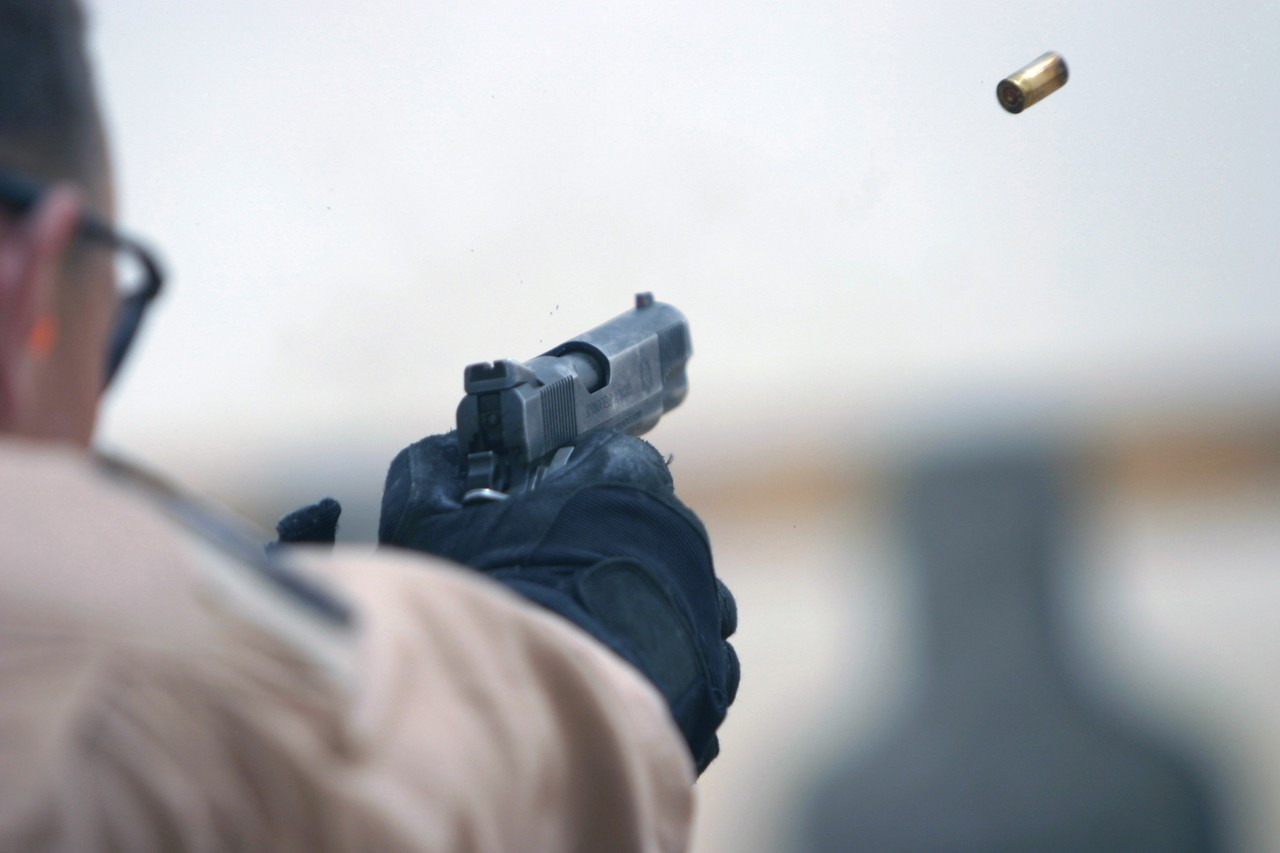
Un tiro de pistola. Expedida hacia la derecha puede observarse la vaina, ya vacía, del cartucho que contenía la bala.

Se denomina tiro o disparo a la acción y efecto de lanzar con un arma cualquiera en una dirección determinada un proyectil, especialmente, con un arma de fuego.
La teoría de las balas disparadas con dichas armas de denomina balística o pirobalística. La instrucción del tiro es uno de los principales objetos de la educación militar a cuyo objeto hay establecidas escuelas y se celebran concursos. 
Se pueden distinguir los siguientes tipos de tiros:
- Tiro de enfilada. El que saliendo directamente de una tropa, batería u obra de fortificación hiere por el costado al enemigo.
- Tiro de flanco u oblicuo. El que se dirige a derecha o izquierda de la dirección perpendicular de la batería que lo ejecuta.
- Tiro de frente o directo. El que se hace dirigiendo al proyectil de modo que, sin rebotar, alcance directamente al blanco (siendo el «blanco» el objetivo al que se quiere disparar).
- Tiro rasante. El que se dirige horizontalmente o casi horizontalmente al blanco.
- Tiro de rebote. El que se dirige rasante por la cresta del parapeto de la obra de fortificación atacada con objeto de desmontar la artillería contraria.
- Tiro de revés. El que saliendo directamente de una tropa, fortificación o batería hiere al enemigo por la espalda.
- Tiro fijante. El que se dirige de arriba abajo comúnmente, aunque también en ocasiones de abajo arriba al blanco.

## Expresiones relacionadas
- A tiro hecho. Con muchas probabilidades de conseguir algo.
- Ponerse a tiro. Venir al término o sazón que se requiere para un objeto determinado.
- Salir el tiro por la culata. Dar una cosa el resultado contrario del que se pretendía o deseaba.